# Habsburg–Lotaringiai Rudolf olmützi hercegérsek
Habsburg–Lotaringiai Rudolf főherceg (ismert még mint Ausztriai Rudolf bíboros, teljes nevén Rudolf János József, németül: Kardinal Rudolph von Österreich, olaszul: Cardinale Rodolfo d’Asburgo-Lorena; Firenze, Toscanai Nagyhercegség, 1788. január 8. – Baden, Osztrák Császárság, 1831. július 24.), a Habsburg–Lotaringiai-házból származó osztrák főherceg, I. Péter Lipót toscanai nagyherceg (később német-római császár) és Spanyolországi Mária Ludovika gyermeke, bíboros, Olmütz hercegérseke, Ludwig van Beethoven tanítványa és mecénása, zeneszerző.

## Élete

### Származása, testvérei
Rudolf főherceg 1788. január 8-án született Firenzében, a Toszkánai Nagyhercegség fővárosában, a Poggio Imperiale kastélyban. Édesapja a Habsburg–Lotaringiai-házból való Lipót toszkánai nagyherceg (1747–1792), a későbbi II. Lipót német-római császár, magyar és cseh király, édesanyja a Bourbon-házból való Mária Ludovika spanyol infánsnő (María Luisa de España, 1745–1792), később német-római császárné volt. Rudolf főherceg volt az uralkodópár tizenhatodik, legkisebb gyermeke. A felnőttkort megérő testvérek:
- Mária Terézia Jozefa főhercegnő (1767–1827), aki I. Antal szász királyhoz ment feleségül.
- Ferenc József Károly főherceg (1768–1835), a későbbi II. Ferenc német-római császár, I. Ferenc néven osztrák császár, magyar és cseh király.
- Ferdinánd József János főherceg (1769–1824), később III. Ferdinánd néven Toszkána nagyhercege.
- Mária Anna Ferdinanda főhercegnő (1770–1809), a prágai Szent Teréz apácakolostor főapátnője.
- Károly főherceg (1771–1847) tábornagy, Teschen hercege, Napóleon legyőzője az asperni csatában.
- Sándor Lipót főherceg (1772–1795), 1790-től haláláig Magyarország nádora.
- József Antal János főherceg (1776–1847), 1795-től haláláig Magyarország nádora (József nádor).
- Mária Klementina főhercegnő (Maria Klementine von Österreich, 1777–1801), aki  Ferenc nápoly–szicíliai trónörököshöz ment feleségül.
- Antal Viktor főherceg (1779–1835), Köln püspöke, 1816–1828-ig a Német Lovagrend Nagymestere.
- János főherceg (1782–1859) tábornagy, a „stájer herceg”.
- Rainer József főherceg (1783–1853) tábornagy, a Lombard–Velencei Királyság alkirálya.
- Lajos főherceg (1784–1864) tábornagy, 1836–1848-ig az Államkonferencia vezetője.
- Rudolf főherceg (1788–1831) bíboros, hercegérsek.

### Pályafutása
Rudolf főherceg mindössze kétéves volt, amikor 1790-ben apja megörökölte a császári trónt, és családjával együtt Bécsbe költözött. Négyéves volt, amikor 1792-ben mindkét szülőjét elveszítette, három hónapon belül. Rudolf elsőszülött bátyja, a 24 éves Ferenc lett az uralkodó (II. Ferenc néven német-római, 1804-től I. Ferenc néven osztrák császár).
1805-ben egyházi pályára lépett. 1819-ben Olmütz hercegérseke (Fürsterzbischof) lett, 1820-ban a pápa bíborosi rangra emelte.
A művészetpártoló Rudolf hercegérsek maga is zongorázott, és komponált. 1803-1804 körül Bécsben megismerkedett Beethovennel, akitől zongoraleckéket vett és zeneszerzési ismereteket tanult. Ő volt Beethoven legmagasabb rangú tanítványa. Jó barátságba kerültek, Rudolf rendszeresen támogatta a mestert, évi 1500 tallérnyi  kegydíjat folyósított számára, hogy Beethoven Bécsben marasztalja. Rudolfon kívül Kinsky és Lobkowitz hercegek is pénzjuttatással támogatták Beethovent, hárman összesen évi 4000 tallérral (1809). (Meg kell jegyezni azonban azt is, hogy a napóleoni háborúk miatt jelentősen leromlott osztrák pénzügyi helyzetben a honorárium kezdeti komoly értéke néhány év alatt a harmadára csökkent, és nem is mindig érkezett meg pontosan). A mester és a főúri tanítvány kapcsolata 1824-ig tartott, Beethoven elhatalmasodó süketsége ekkor már lehetetlenné tette az aktív együtt-zenélést.
Rudolf hercegérseknek, a magas rangú barátnak és mecénásnak Beethoven számos zeneművét ajánlotta (szám szerint 14-et), többet, mint bárki másnak. Ilyen zeneművei, pl.: 
- a 4. zongoraverseny (Opus 58),
- az  5. zongoraverseny (Opus 73),
- a 26. zongoraszonáta (’’Les adieux’’, Opus 81)
- a 10. hegedűszonáta (Opus 96),
- a 7. zongorahármas (’’Főherceg-Trió’’, Opus 97),
- a 29. B-dúr zongoraszonáta (Opus 106),
- a 32. C-moll zongoraszonáta (Opus 111),
- a ’’Nagy Fúga’’  (Opus 133), és annak zongora-átirata (Opus 134) és
- a ’’Missa Solemnis, (Opus 123), amelyet Beethoven Rudolf főhercegnek az olmützi érseki tisztségbe való beiktatási ünnepségére írt, 1818-1820 között (bár a mű végső, teljes formájában csak 1823-re készült el, és 1824-ben mutatták be Bécsben és Szentpétervárott).

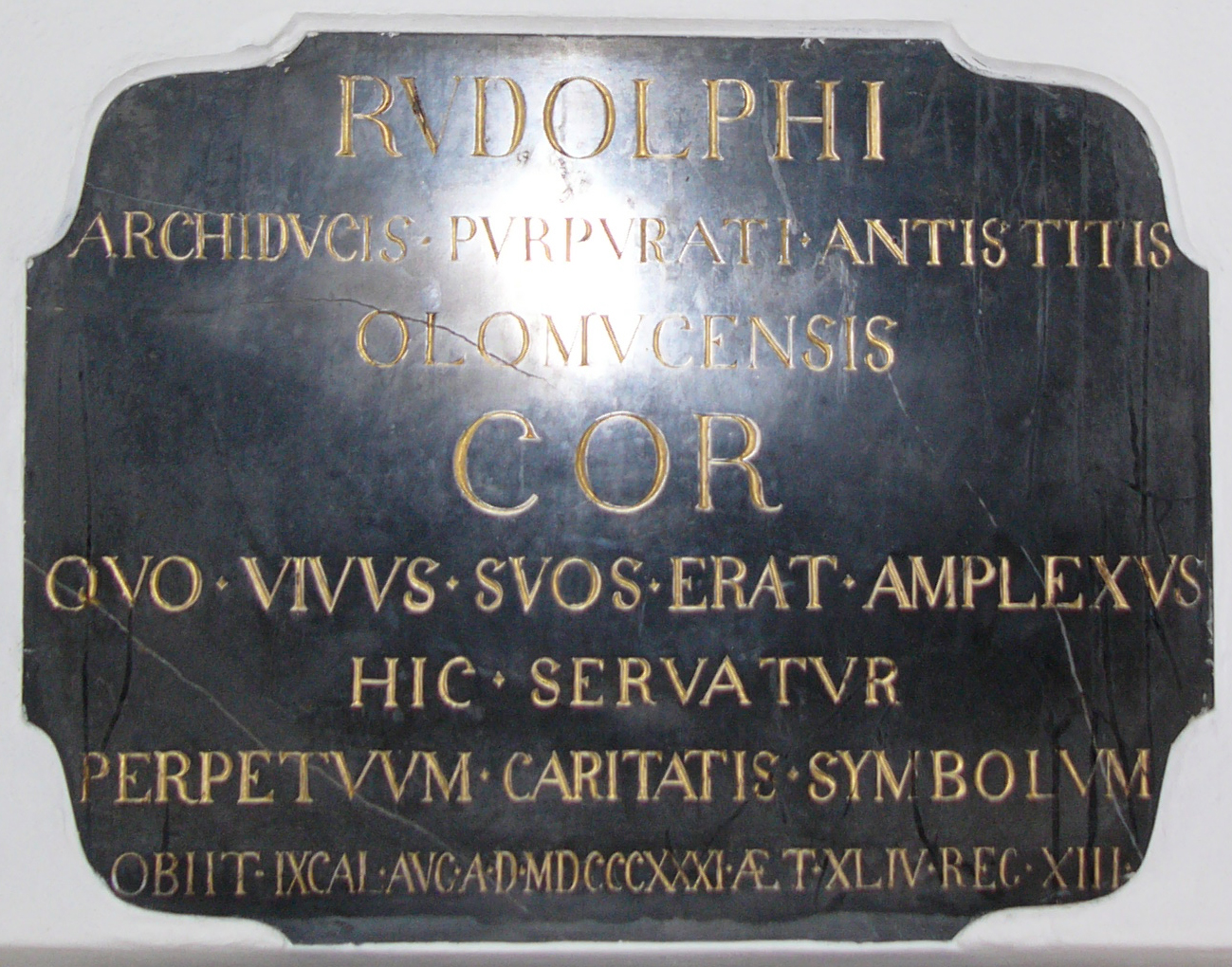
Rudolf szíve az olmützi Szent Vencel székesegyházban

Rudolf főherceg 43 éves korában, 1831. július 24-én hunyt el a Bécs melletti Badenben. A Habsburg-család temetkezőhelyén, a bécsi kapucinusok templomának kriptájában temették el. Szív-urnáját Olmützben, a Szent Vencel Székesegyházba vitték. Beethoven leveleit, amelyeket Rudolfnak írt, ma a bécsi Zenebarátok Társasága (Gesellschaft der Musikfreunde) gyűjteménye őrzi.

## Zeneművei (válogatás)
- B-dúr szerenád klarinétra, hegedűre, fagottra és gitárra
- Esz-dúr trió klarinétra, csellóra és zongorára, 1814
- A-dúr szonáta Opus. 2., klarinétra és zongorára, 1822
- Téma és variációk a Lovaimra (Meine Pferde) mélykürtre és zongorára
- 14 variáció egy Beethoven-témára (a művet Rudolf főherceg Beethovennek ajánlotta)